# Sanjaya Pradeep Kumara
Amarasinghe Arachchige Sanjaya Pradeep Kumara (8 augustus 1982) is een Sri Lankaans voetballer, die als verdediger speelde.
Kumara speelde voor de Sri Lankaanse voetbalclubs Police Sports Club en Saunders SC. Hij speelde tussen 2003 en 2009 in totaal 25 wedstrijden voor de nationale ploeg waarbij hij tweemaal scoorde. Hij nam deel aan de AFC Challenge Cup 2006 en 2008.